# Cuchillo de sueños
Cuchillo de sueños (en inglés: Knife of Dreams) es una novela de fantasía del autor estadounidense Robert Jordan, el undécimo libro de su serie La rueda del tiempo. Fue publicada por Tor Books en los Estados Unidos y Orbit en el Reino Unido y lanzada el 11 de octubre de 2005. Tras su lanzamiento, inmediatamente alcanzó el puesto # 1 en la lista de libros de ficción del New York Times, convirtiéndose en la cuarta novela consecutiva de La rueda del tiempo en alcanzar el puesto # 1 en esa lista.
El prólogo de Cuchillo de sueños en inglés, titulado «Embers Falling on Dry Grass», fue vendido por Simon & Schuster, como un libro electrónico el 22 de julio de 2005, tres meses antes de la publicación del libro en sí.

## Resumen de la trama
Este volumen de La rueda del tiempo representa varias tramas distintas. Inusuales ataques de trollocs, el caminar de los muertos, ondas en la urdimbre del mundo y otros eventos parecen indicar que la Última Batalla se acerca; varios personajes afirman con confianza que el Tarmon Gai'don está cerca.

### Prólogo
- Una confrontación entre Galad Damodred, medio hermano de Elayne Trakand y Gawyn Trakand por parte de su padre y Rand Al'Thor por parte de su madre, y Eamon Valda, Lord Comandante de los Hijos de la Luz, termina con Galad obteniendo la espada con la marca de la garza de Valda y el rango del Lord Comandante asesinado.
- La campaña del general Rodel Ituralde en Tarabon y Arad Doman contra los Seanchan.[3]
- La Augusta Señora Suroth de los Seanchan es informada de la muerte de la Emperatriz Seanchan, implícitamente por la mano de la renegada Semirhage.
- La reunión de Perrin Aybara con Galina Casban (Black Ajah Sedai) y su plan de ataque contra los Shaido Aiel.[3]
- Los sucesos inmediatamente después de la captura de Egwene al'Vere por las Aes Sedai leales a Elaida.[3]

### Mat Cauthon
Mat viaja a Altara, y Moiraine Damodred se encuentra en una torre. Intentando escapar de Altara, Mat se encuentra con su general Talmanes, que ha traído un gran número del ejército personal de Mat (la compañía de la Mano Roja), que lucha contra una fuerza Seanchan enviada para matar a Tuon. Después de una serie de discusiones entre ambos, Tuon se casa con Mat, dándole el título Seanchan «Príncipe de los Cuervos» ostensiblemente para asegurar un matrimonio de conveniencia debido a la amistad de Mat con Rand. A partir de entonces, Tuon regresa a Ebou Dar para desenmascarar a la traidora Augusta Señora Suroth y asumir el mando propiamente dicho de los Seanchan.

### Rand al'Thor
Rand organiza una reunión con la Hija de las Nueve Lunas para negociar una tregua; pero una batalla a gran escala contra una horda de 100.000 trollocs y myrdraal termina casi desastrosamente, cuando Lews Therin toma el control del saidin. A partir de entonces, Rand forja una tregua con Lews Therin. La reunión con Tuon llega a un espeluznante final cuando Rand y su grupo descubren a la renegada Semirhage, disfrazada, en su lugar. En la batalla subsiguiente, Semirhage es capturada a costa de la mano izquierda de Rand, y revela que el desorden mental que le permite comunicarse con su yo pasado (Lews Therin) a Rand, es casi universalmente fatal.

### Perrin Aybara
Perrin ataca a los Shaido y rescata a su esposa Faile gracias a una alianza con la general Tylee Khirgan de los Seanchan. Para poder superar a la gran cantidad de sabias Shaido, intoxican el suministro de agua de los Shaido con hierbas de horcaría que impiden canalizar el Poder Único. El padre adoptivo de Rand, Tam, llega con refuerzos desde Dos Ríos. En el transcurso de la batalla, Aram, el protegido de Perrin, muere al intentar matarlo. En el rescate de Faile, Perrin mata al Aiel Rolan, aunque él y otros Aiel habían ayudado a Faile y sus amigos durante su cautiverio. Sevanna es capturada y los Shaido, derrotados y deshonrados, son guiados por Therava de regreso al Yermo, con Galina Casban cómo prisionera.

### Asedio de la Torre Blanca
Egwene está cautiva en la Torre Blanca, pero mantiene contacto con las rebeldes Aes Sedai a través de Tel'aran'rhiod. A pesar de los duros castigos recibidos, difunde rumores y dudas en la Torre Blanca sobre la idoneidad de Elaida como Sede Amyrlin. Tanto las rebeldes como la Torre Blanca envían a Aes Sedai a la Torre Negra para vincular a Asha'man (las rebeldes como una oferta de Rand para contrarrestar el número de Aes Sedai vinculadas a Asha'man).

### Otros
Loial se casa y se dirige a los Ogier de su stedding para que ayuden a los ejércitos humanos. A partir de entonces, Loial y su mentor, el mayor Haman, empuñan las hachas durante el ataque de trollocs que sorpresivamente ataca al grupo de Rand. Lan Mandragoran monta a Shienar para luchar contra la oscuridad y cumplir con su destino; pero Nynaeve al'Meara lo lleva a Saldaea, específicamente a la costa del Océano Aricio, en el Fin del Mundo; desde allí se dirige a Shienar y va reclutando paisanos de la desaparecida Malkier dispersos a lo largo del camino.
Elayne Trakand se convierte en Reina de Andor.